# Championnats du monde de trail 2016
Navigation
Édition précédente Édition suivante
Les championnats du monde de trail 2016, sixième édition des championnats du monde de trail co-organisés par l'International Association of Ultrarunners et l'International Trail Running Association, ont lieu le 29 octobre 2016 à Gerês, au Portugal. Longue de 85 kilomètres et présentant un dénivelé positif de 4 500 mètres, la course traverse le parc national de Peneda-Gerês et récompense les champions du monde de trail sur distance "longue" pour les deux prochaines années.

## Podiums[3]

### Hommes
| Catégorie  | Or | Argent | Bronze |
| ---------- | --- | --- | --- |
| Individuel | Luis Alberto Hernando 8 h 20 min 26 s                                                                                          | Nicolas Martin 8 h 30 min 5 s | Sylvain Court 8 h 30 min 39 s |
| Par équipe | France 25 h 37 min 10 s Nicolas Martin (2e) 8 h 30 min 5 s Sylvain Court (3e) 8 h 30 min 39 s Benoit Cori (4e) 8 h 36 min 25 s | Espagne 26 h 26 min 2 s Luis Alberto Hernando (1er) 8 h 20 min 26 s Tofol Castañer (8e) 8 h 58 min 27 s Pau Capell (11e) 9 h 7 min 9 s | Allemagne 28 h 24 min 3 s Stephan Hugenschmidt (10e) 9 h 1 min 18 s Florian Reichert (21e) 9 h 33 min 5 s Martin Schedler (31e) 9 h 49 min 38 s |

### Femmes
| Catégorie  | Or | Argent | Bronze |
| ---------- | --- | --- | --- |
| Individuel | Caroline Chaverot 9 h 39 min 39 s | Azara García 9 h 45 min 1 s | Ragna Debats 9 h 47 min 37 s |
| Par équipe | France 30 h 38 min 12 s Caroline Chaverot (1re) 9 h 39 min 39 s Nathalie Mauclair (4e) 10 h 13 min 36 s Aurélia Truel (11e) 10 h 44 min 55 s | Espagne 30 h 50 min 19 s Azara García (2e) 9 h 45 min 1 s Gemma Arenas (5e) 10 h 21 min 11 s Teresa Nimes (10e) 10 h 44 min 7 s | Royaume-Uni 33 h 4 min 37 s Jo Meek (7e) 10 h 36 min 12 s Beth Pascall (8e) 10 h 41 min 34 s Joasia Jakrzewski (29e) 11 h 46 min 50 s |